# 香港都會大學學生會
香港都會大學學生會（英語：The HKMU Students' Union），前稱香港公開大學學生會（英語：The OUHK Students' Union，是香港都會大學的學生會，任何在香港都會大學註冊並正在修讀學分的學生，都可享有會籍及行使會章所賦予的權利，學生會作為全體香港都會大學學生的代表，不但是學生與香港都會大學校方溝通的橋樑，並負起改善學生福利，為學生組織各項社交活動的工作。

## 历史概要

### 1990年代時期
香港公開大學學生會在1990年代已經成立，但校方於1997年指當時的學生會帳目不清，未能組織大型活動為理由拒絕繼續撥款，同時要求學生會幹事離職，後來更收回學生會辦公室。學生會評議會曾經提出抗議，評議會發言人指有問題的會費帳目只涉及十一萬港元，並非校方所指的二百萬元，而且帳目問題是上一屆學生會已經積壓，校方又沒有交代問題款項所涉及的範圍，令評議會難以跟進，當時香港大學學生會也派員到公開大學聲援，港大學生會會長指校方不應介入學生會的內部事務。另有報導指廉政公署曾就學生會的失款問題進行調查，但沒有任何人士因此而被拘控。學生會幹員於1997年相繼離職後，由於學生會評議會與校方在學生會幹事會重選的事宜上未能達成共識，所以一直未能重組學生會。

### 2008年重新成立
2000年10月，香港公開大學學生事務組邀請七個學生組織的代表討論學生會重組的事宜，於2000年12月向全體學生發出問卷收集意見，收到回覆問卷超過3400份，因為學生反應正面，所以成立了籌備小組。經深入探討後有超過80位學生表示將會積極參與學生會的籌備事務，因此於2001年7月成立香港公開大學學生會籌備委員會處理重新成立學生會的工作。校方於2003年表示為準備重開學生會，向全體師生發出新學生會憲章的諮詢文件，但新會章指學生會只有立法權
，沒有行政權，行政工作將由大學秘書處負責。當時在大專學界甚有影響力的香港專上學生聯會曾經批評香港公開大學作為高等學府，學生會應同時具有立法權及行政權，如果大學學生會沒有行政權，將會在大專學界立下先例，令大學學生會的自治能力受到削弱。學生會會章經過修訂後，於2008年6月交由校董會通過，學生會評議會及幹事會的成員於7月19日經由全體學生投票選舉產生後，學生會於2008年8月再次成立。

### 內閣派系
香港蘋果日報在2012年2月報導香港公開大學學生會的選舉主要分為建制派和泛民派兩大派別，並各自派員組成內閣角逐學生會幹事會的選舉。2012年年初，時任香港警務處處長曾偉雄的兒子曾憲民在公開大學就讀全日制教育學系課程期間取得學生會評議會主席一職，但被指立場偏頗建制派，意圖阻礙泛民內閣當選。

## 組織架構
- 全民大會
- 評議會
- 幹事會
- 編輯委員會
- 臨時行政委員會